# Institut d'Estadística de Catalunya
Institut d'Estadística de Catalunya ou en abrégé Idescat (Institut de statistiques de la Catalogne) est un organisme officiel de statistiques en Catalogne. Il dépend du département économie et finances de la Généralité de Catalogne.